# تسلند (كامبريدجشير)
تسلند (بالإنجليزية: Toseland, Cambridgeshire)‏ هي قرية و أبرشية مدنية تقع في المملكة المتحدة في كامبريدجشير.